# Nowa Wieś (gmina w Generalnym Gubernatorstwie Warszawskim)
Nowa Wieś – dawna gmina wiejska istniejąca w latach 1915–1919  w Generalnym Gubernatorstwie Warszawskim pod okupacją niemiecką Królestwa Polskiego. Siedzibą władz gminy była Nowa Wieś.
Gmina Nowa Wieś powstała z konieczności, w związku z przedzieleniem gmin Radoszewice i Konopnica w powiecie wieluńskim granicą obu okupantów: niemieckiego (Generalne Gubernatorstwo Warszawskie) i austriacko-węgierskiego (Generalne Gubernatorstwo Lubelskie). Granicę przeprowadzono na rzece Warcie. Wschodnie części obu gmin przyłączono do strefy austro-węgierskiej, z których powstała nowa gmina Ossyaków, natomiast z zachodnich części obu gmin utworzono gminę Nowa Wieś. 
W 1916 roku gmina Nowa Wieś  liczyła 5117 mieszkańców.
Gminę zniesiono w marcu 1919 roku, w związku z unieważnieniem zmian w podziale administracyjnym Królestwa Polskiego wprowadzonych przez okupantów, przywracając tym samym gminy Radoszewice i Konopnica w ich oryginalnych granicach.